# Deutsche Steuerjuristische Gesellschaft
Die Deutsche Steuerjuristische Gesellschaft (DStjG) ist ein gemeinnütziger eingetragener Verein von Steuerjuristen mit dem Ziel der Pflege des Steuerrechts in Forschung, Ausbildung und Praxis.
Die Gesellschaft veranstaltet jährlich im Herbst eine Jahrestagung. Die Themen der Vorträge werden vor den Jahrestagungen in einem Gesprächsforum auf der Internetseite zur öffentlichen Diskussion gestellt. Die Vorträge und die Diskussion werden in einem jährlich im Verlag Dr. Otto Schmidt erscheinenden Tagungsband veröffentlicht.
Mitglied des Vereins kann jeder Jurist werden, der sich in Forschung, Lehre oder Praxis mit dem Steuerrecht befasst. Es besteht die Möglichkeit einer fördernden Mitgliedschaft.
Die Vereinsarbeit wird durch einen wissenschaftlichen Beirat unter dem Vorsitz von Johanna Hey unterstützt. Ihm gehören mehrere Steuerjuristen an.
Die Gesellschaft verleiht im Rahmen der Jahrestagungen für herausragende Arbeiten auf dem Gebiet des Steuerrechts den Albert-Hensel-Preis.

## Vorstand
Die Gesellschaft wurde in den ersten Jahren von Klaus Tipke, anschließend von Heinrich Wilhelm Kruse, Joachim Schulze-Osterloh und Joachim Lang geführt.